# Maison au poteau cornier de Saint-Julien-du-Sault
La maison au poteau cornier de Saint-Julien-du-Sault ou  maison de l'arbre de Jessé est une maison située à Saint-Julien-du-Sault, en France.
Elle est inscrite au titre des monuments historiques depuis le 6 novembre 1929.
Cette maison se trouve à l'angle de la place du Général Leclerc et de la rue Notre-Dame. Le poteau cornier que l'on y admire est un moulage fidèle de l'original en chêne du XVe siècle, installé aujourd'hui au musée de Saint-Julien-du-Sault. Son chapiteau présente deux niches au décor architectural du début de la Renaissance qui abritent chacune une statuette. Celle de gauche représente saint Jean-Baptiste. Il porte un agneau, allusion à la parole de l'Évangile : Voici l'agneau de Dieu qui enlève le péché du monde. Il est vêtu d'une longue tunique de peau, dont on voit la bête la tête en bas. La statuette de droite est celle de saint Jacques, figuré en pèlerin de Compostelle, portant une besace et tenant un bâton et coiffé d'un chapeau avec une coquille. Il tient un évangile.
Un autre poteau, représentant sainte Barbe avec un livre et la palme du martyre (Barbe la grande martyre), ainsi qu'un fou en cul-de-lampe pour signifier: « ici on s'amuse bien » n'a jamais été retrouvé. Il serait engravé dans le mur et pourrait se trouver sous le crépi 

Sous l'ancien régime c'étaient la maison et auberge de la famille Soret des marchands de Saint-Julien-du-Sault et également des notables dont des échevins.  Toute la nuit une lanterne était allumée et la maison était le lieu de réunion des gradés des régiments royaux. 

## Notes et références

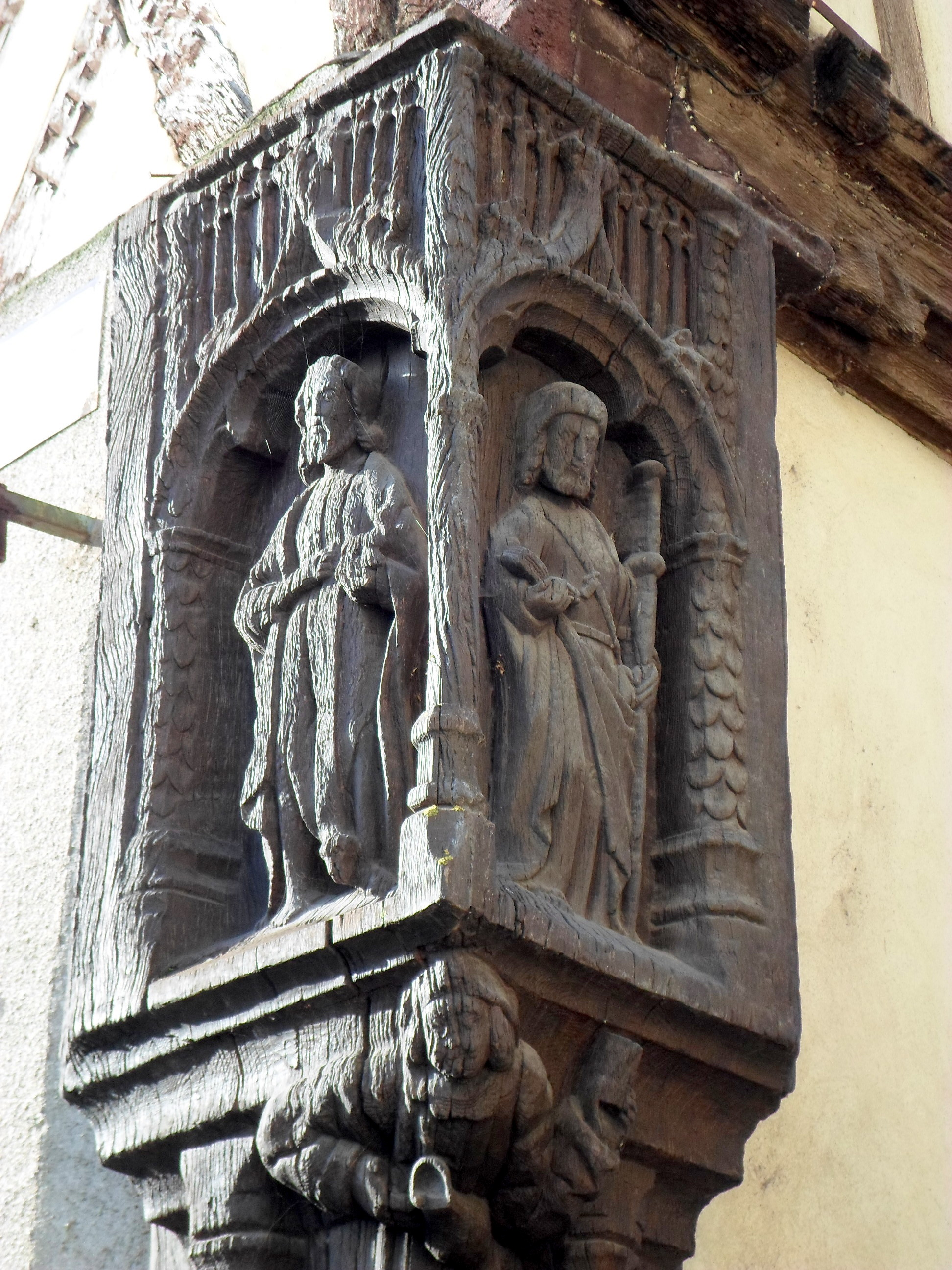
Détail du poteau cornier.